# ماکسیم برزوفسکی
ماکسیم برزوفسکی (روسی: Максим Созонтович Березовский؛ 27 October (O.S. 16 October) ۱۷۴۵ – ۲۴ مارس ۱۷۷۷ (N.S. 2 April) (aged 31)) آهنگساز، خواننده اپرا، و خواننده اهل امپراتوری روسیه بود.